# Adam Okruašvili
Adam Okruašvili (* 1. ledna 1989) je gruzínský zápasník – judista a sumista.

## Sportovní kariéra
Zápasení se věnuje od dětství pod vedením svého otce Demitreho. Mimo juda se pravidelně účastní soutěží v tradičním gruzínském zápase a v mladém věku preferoval sportovní kariéru v amatérském sumu. Judo na úkor suma upřednostnil v roce 2011 s vidinou účasti na olympijských hrách. V roce 2012 startoval na olympijských hrách v Londýně a prohrál v prvním kole s Němcem Andreasem Tölzerem v boji na zemi (osaekomi). V roce 2016 se kvalifikoval na olympijské hry v Riu a opět doplatil na nekompromisní nalosovaní. V prvním kole nastoupil proti Japonci Hisajošim Hirosawou a po vyrovnaném průběhu prohrál rozdílem jednoho napomenutí.

### Vítězství
- 2006 - 1x světový pohár (Rotterdam)
- 2009 - 1x světový pohár (Tbilisi)
- 2012 - 3x světový pohár (Tbilisi, Rio de Janeiro, Buenos Aires)
- 2013 - 1x světový pohár (Tbilisi), turnaj mistrů (Ťumeň)
- 2014 - 2x světový pohár (Tbilisi, Budapešť)
- 2016 - 1x světový pohár (Almaty)

## Výsledky

### Váhové kategorie
| Olympijské hry     | —  |    |   |   | —  |    |     |     | úč. |    |     |    | úč. |    |  |  |  |  |  |  |  |  |  |  |  |  |  |  |  |  |  |  |  |  |  |  |  |  |
| Mistrovství světa  |    | —  |   | — |    | —  | úč. | úč. |     | 5. | úč. | 3. |     | 7. |  |  |  |  |  |  |  |  |  |  |  |  |  |  |  |  |  |  |  |  |  |  |  |  |
| Evropské hry       |    |    |   |   |    |    |     |     |     |    |     | 1. |     |    |  |  |  |  |  |  |  |  |  |  |  |  |  |  |  |  |  |  |  |  |  |  |  |  |
| Mistrovství Evropy | —  | —  | — | — | —  | 7. | —   | —   | 5.  | 2. | 2.  | 1. | —   | 2. |  |  |  |  |  |  |  |  |  |  |  |  |  |  |  |  |  |  |  |  |  |  |  |  |
| ME do 23 let       | —  | —  | — | — | 5. | —  | —   | —   |     |    |     |    |     |    |  |  |  |  |  |  |  |  |  |  |  |  |  |  |  |  |  |  |  |  |  |  |  |  |
| ME juniorů         | —  | 3. | — | — | —  |    |     |     |     |    |     |    |     |    |  |  |  |  |  |  |  |  |  |  |  |  |  |  |  |  |  |  |  |  |  |  |  |  |
| ME dorostenců      | 2. | —  |   |   |    |    |     |     |     |    |     |    |     |    |  |  |  |  |  |  |  |  |  |  |  |  |  |  |  |  |  |  |  |  |  |  |  |  |

### Bez rozdílu vah
| Turnaj             | 2004 | 2005 | 2006 | 2007 | 2008 | 2009 | 2010 | 2011 |
| Turnaj             | 15   | 16   | 17   | 18   | 19   | 20   | 21   | 22   |
| ------------------ | ---- | ---- | ---- | ---- | ---- | ---- | ---- | ---- |
| Mistrovství světa  |      | —    |      | —    | —    |      | úč.  | —    |
| Mistrovství Evropy | —    | —    | 3.   | úč.  |      |      |      |      |